# League of Legends Pro League
A League of Legends Pro League (LPL) é a liga chinesa profissional de mais alto nível de League of Legends. A primeira temporada da LPL foi a Etapa de Primavera de 2013. Os três primeiros colocados dos playoffs se classificam para o Campeonato Mundial de League of Legends. Os playoffs são em eliminação única de oito equipes, e cada rodada em uma série melhor de 5. O prêmio total é de ¥ 2.350.000. Em 2014, a Riot Games começou a fornecer uma transmissão em inglês. O formato é baseado no formato da League of Legends Champions Korea, Liga sul-coreana de League of Legends. Em setembro de 2015 foi anunciado que a Riot Games estava em negociações com a Tencent para assumir as operações da liga. Em 2019, a Riot Games e a Tencent criaram a joint venture, TJ Sports, para se concentrar em todos os negócios de esportes eletrônicos de League of Legends na China, incluindo organização de torneios, gestão de talentos e locais.
A Bilibili Gaming é a atual campeã do torneio, vencendo a Top Esports na final da LPL Spring 2024, por 3–1.

## Resultados
| Ano  | Etapa     | Equipe 1            | Placar | Equipe 2            | 3º lugar        | 4º lugar          |
| ---- | --------- | ------------------- | ------ | ------------------- | --------------- | ----------------- |
| 2013 | Primavera | Positive Energy     | 1–3    | Oh My God           | Invictus Gaming | Team WE           |
| 2013 | Verão     | Oh My God           | 2–3    | Positive Energy     | Team WE         | Royal Club        |
| 2014 | Primavera | EDward Gaming       | 3–0    | Invictus Gaming     | Oh My God       | Team WE           |
| 2014 | Verão     | EDward Gaming       | 3–0    | Oh My God           | Royal Club      | LGD Gaming        |
| 2015 | Primavera | EDward Gaming       | 3–2    | LGD Gaming          | Invictus Gaming | Snake Esports     |
| 2015 | Verão     | LGD Gaming          | 3–2    | Qiao Gu Reapers     | Invictus Gaming | EDward Gaming     |
| 2016 | Primavera | Royal Never Give Up | 3–1    | EDward Gaming       | Team WE         | Qiao Gu Reapers   |
| 2016 | Verão     | EDward Gaming       | 3–0    | Royal Never Give Up | Team WE         | I May             |
| 2017 | Primavera | Royal Never Give Up | 0–3    | Team WE             | EDward Gaming   | Oh My God         |
| 2017 | Verão     | EDward Gaming       | 3–2    | Royal Never Give Up | Invictus Gaming | Rogue Warriors    |
| 2018 | Primavera | Royal Never Give Up | 3–1    | EDward Gaming       | Rogue Warriors  | Invictus Gaming   |
| 2018 | Verão     | Royal Never Give Up | 3–2    | Invictus Gaming     | JD Gaming       | Rogue Warriors    |
| 2019 | Primavera | JD Gaming           | 0–3    | Invictus Gaming     | FunPlus Phoenix | Top Esports       |
| 2019 | Verão     | FunPlus Phoenix     | 3–1    | Royal Never Give Up | Top Esports     | Bilibili Gaming   |
| 2020 | Primavera | Top Esports         | 2–3    | JD Gaming           | FunPlus Phoenix | Invictus Gaming   |
| 2020 | Verão     | Top Esports         | 3–2    | JD Gaming           | Suning          | LGD Gaming        |
| 2021 | Primavera | FunPlus Phoenix     | 1–3    | Royal Never Give Up | Edward Gaming   | Top Esports       |
| 2021 | Verão     | FunPlus Phoenix     | 1–3    | Edward Gaming       | Team WE         | LNG Esports       |
| 2022 | Primavera | Royal Never Give Up | 3–2    | Top Esports         | Victory Five    | JD Gaming         |
| 2022 | Verão     | JD Gaming           | 3–2    | Top Esports         | Edward Gaming   | LNG Esports       |
| 2023 | Primavera | JD Gaming           | 3–1    | Bilibili Gaming     | Edward Gaming   | Oh My God         |
| 2023 | Verão     | JD Gaming           | 3–2    | LNG Esports         | Bilibili Gaming | Top Esports       |
| 2024 | Primavera | Bilibili Gaming     | 3–1    | Top Esports         | JD Gaming       | Ninjas in Pyjamas |
| 2024 | Verão     |                     |        |                     |                 |                   |

- Em negrito, o campeão do split citado.

### Lista de títulos por equipe
| Equipe              | 1º | 2º | 3º | 4º | Total |
| ------------------- | -- | -- | -- | -- | ----- |
| Edward Gaming       | 6  | 2  | 4  | 1  | 13    |
| Royal Never Give Up | 5  | 4  | 1  | 1  | 11    |
| Invictus Gaming     | 1  | 2  | 4  | 2  | 9     |
| JD Gaming           | 4  | 2  | 2  | 1  | 9     |
| Top Esports         | 1  | 4  | 1  | 3  | 9     |
| Team WE             | 1  | 0  | 3  | 4  | 8     |
| Oh My God           | 1  | 2  | 1  | 2  | 6     |
| FunPlus Phoenix     | 1  | 2  | 2  | 0  | 5     |
| Bilibili Gaming     | 1  | 1  | 1  | 0  | 3     |
| LGD Gaming          | 1  | 1  | 0  | 2  | 4     |
| Positive Energy     | 1  | 1  | 0  | 0  | 2     |
| Ninjas in Pyjamas   | 0  | 0  | 0  | 1  | 1     |

## Formato
Para a Etapa de Primavera de 2015, a LPL adotou uma série melhor de dois. As equipes competem em eliminação dupla.
De 2017 a 2018, a liga usou o mesmo formato da LCS para selecionar grupos da Etapa Regular. As equipes com melhor classificação no split anterior lideraram os grupos, com outras equipes sendo selecionadas. As partidas são foram em melhor de 3.
A LPL usou o seguinte formato de 2019 a 2021:
- Etapa Regular:
  - Todas as 16 equipes competem em um grupo
  - Round robin único, todas as partidas são em melhor de 3
- As oito melhores equipes avançam para os playoffs
  - Todas as partidas são em melhor de 5
    - Os primeiros e segundos colocados da temporada regular começam nas semifinais (rodada 3)
    - Os terceiros e quartos colocados da temporada regular começam nas quartas de final (2ª rodada)
    - As equipes do quinto ao oitavo lugar da temporada regular começam na primeira rodada.

A LPL adota o seguinte formato desde 2021:
- Etapa Regular:
  - Todas as 17 equipes competem em um grupo
  - Round robin único, todas as partidas são em melhor de 3
- As dez melhores equipes avançam para os playoffs
  - Todas as partidas são em melhor de 5
  - As equipes que entram nos jogos 7 e 8 têm uma segunda chance antes de serem eliminadas.
    - A equipe do nono colocado compete com a oitava equipe da Etapa Regular no Jogo 1.
    - A equipe do décimo colocado compete com a sétima equipe da Etapa Regular no Jogo 2.
    - O vencedor do Jogo 1 compete com o quinto colocado no Jogo 3.
    - O vencedor do Jogo 2 compete com o time do sexto colocado no Jogo 4.
    - O vencedor do Jogo 3 compete com o quarto colocado no Jogo 5.
    - O vencedor do Jogo 4 compete com o terceiro colocado no Jogo 6.
    - O vencedor do Jogo 5 compete com o primeiro colocado no Jogo 7.
    - O vencedor do Jogo 6 compete com o segundo colocado no Jogo 8.
    - Os perdedores do Jogo 7 e do Jogo 8 competem no Jogo 9.
    - Os vencedores do Jogo 7 e do Jogo 8 competem no Jogo 10.
    - O perdedor do jogo 10 e o vencedor do jogo 9 competem no jogo 11.
    - Os vencedores do Jogo 10 e do Jogo 11 competem no Jogo 12 e decidem o campeão.

Os finalistas do split de primavera representam a China no Mid-Season Invitational. O vencedor da Etapa de Verão (seed 1), o time com mais pontos no campeonato (seed 2) e o vencedor e vice-campeão das eliminatórias regionais (seed  3 e 4) se classificam para o Campeonato Mundial.